# Порт Чалмерс Бранч (железнодорожная линия)

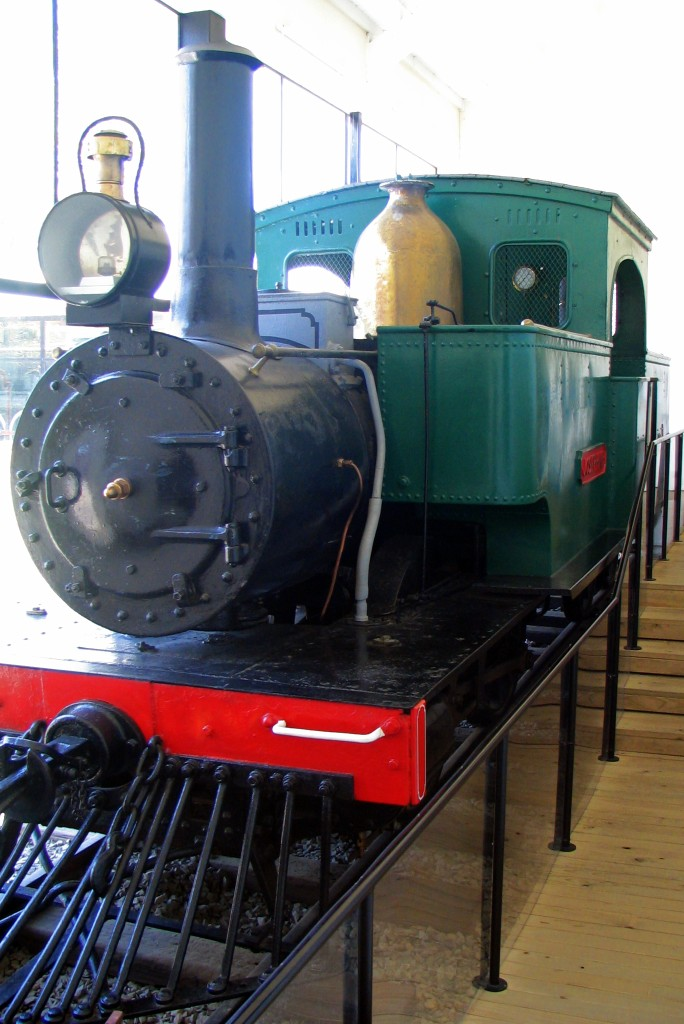
Жозефина в музее поселенцев Отаго

Ветка Порт-Чалмерс первая железнодорожная линия, построенная в Отаго, Новая Зеландия, и связывающая крупный город региона Данидин с портом в Порт-Чалмерс. Линия работает и по сей день.

## Строительство и ранняя история
Построенная компанией Dunedin and Port Chalmers Railway Company Limited в 1872 году, линия была одобрена и построена под эгидой Совета провинции Отаго, а не центрального правительства. Он был построен с учетом недавно принятой национальной колеи 1,067 мм, и это была первая линия в стране с такой шириной колеи. Была вскоре открыта 1 января 1873 года сэром Джорджем Боуэном, бывшим губернатором Новой Зеландии. Вскоре после открытия, центральное правительство приобрело железнодорожную компанию Данидин и Порт-Чалмерс за 150 000 фунтов стерлингов, сделка была завершена в мае 1873 года. Провинциальный совет Отаго был упразднен вместе с другими провинциальными советами Новой Зеландии в 1876 году.
Первый локомотив, вышедший на линию, и первые 1,067 локомотив колеи 1,067 для работы в Новой Зеландии — был локомотив класса E Josephine, двойной паровоз Fairlie. Местная популярность обеспечила сохранение локомотива после выхода из эксплуатации в 1917 году, и он хранится сегодня в Музее поселенцев Отаго в Данидине.
Большая часть линии Порт-Чалмерс теперь является частью главной южной линии от Крайстчерча до Данидина. Когда в декабре 1877 года открылся первый участок магистрали, от Данидина до Вайтати, в заливе Сойерс был установлен перекрёсток. Участок от Данидина до залива Сойерс стал частью главной южной линии, а оставшиеся два километра до порта Чалмерс стали ветвью порта Чалмерс. В 1880 году линия была передана недавно созданному Департаменту железных дорог Новой Зеландии, и частная компания была распущена.

## Перевозки

### Пассажирские перевозки
Пригородные пассажирские перевозки выполнялись из Данидина на линии более 100 лет, но прекратились в конце 1979 года. Обычно это были поезда с локомотивной тягой, но нечасто также использовались вагоны Vulcan класса RM. Периодические пассажирские перевозки выполнялись Данидинскими железными дорогами для встречи круизных лайнеров и перевозки туристов через живописное ущелье Тайери на сохранившейся части Центральной железной дороги Отаго, но с середины 2020 года эти перевозки были законсервированы.

### Грузовые перевозки
Основная причина существования линий - это грузоперевозки в один порт и из другого порта, и по мере того, как отрасль судоходства изменялась, изменялся и загруженность на линиях. В 2012 году KiwiRail  запросила субсидию от Регионального совета Отаго для перевозки бревен через порт, отметив, что ежегодно в районе к югу от Данидина доступно для обработки 450 000 тонн бревен. Объём бревен соответствовал 15 000 перемещений грузовиков внутрь. По заявлению KiwiRail, подключение объекта к главной южной линии стоимостью до 1,5 миллиона долларов сократит движение грузовиков на 7500 в год, тем самым усложнив перевозку грузов и их доставку к месту назначения.

### Сила подвижных составов
Движущая сила часто обеспечивалась маневровыми локомотивами, а не крупными магистральными поездами с большими и мощными двигателями. В начале двадцатого века использовались небольшие танковые локомотивы, такие как представители класса <sup id="mwXg">FA</sup> Однако в 1960-х годах, когда тепловозы заменили паровозы на магистральных линиях, большие паровозы, такие как представители класса AB, использовали пригородные поезда до Порт-Чалмерса.